# Uranabbau in Australien

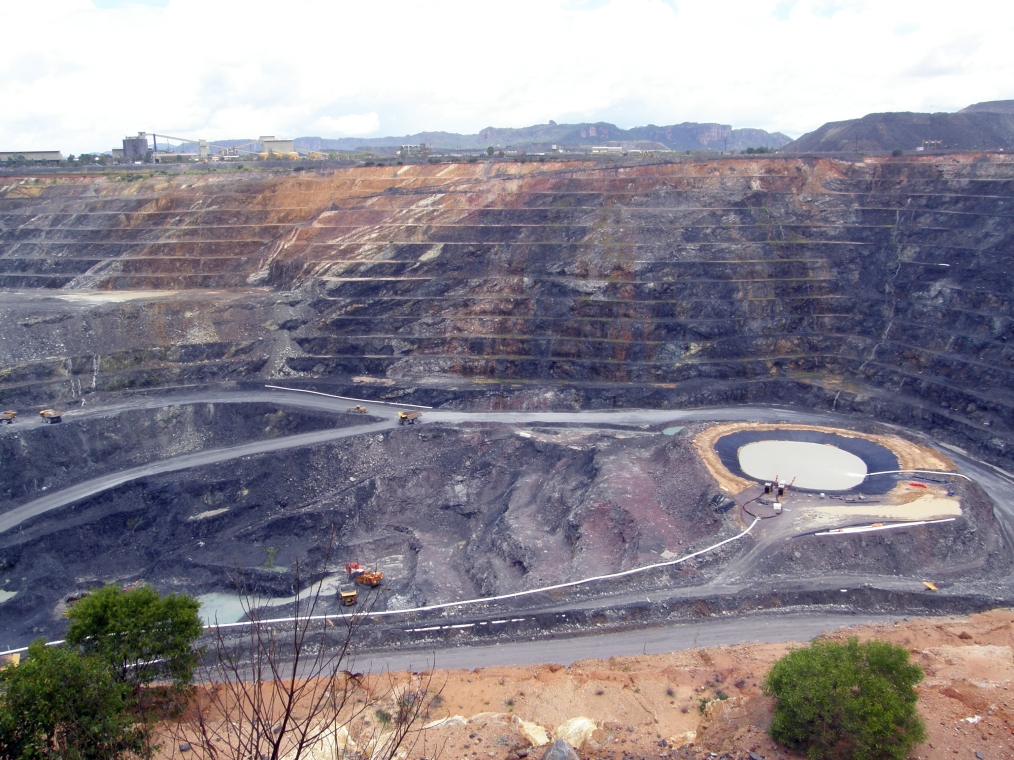
Ranger-Uranmine 3

Ein Uranabbau in Australien fand erstmals im Jahr 1906 statt. Nach 1944 verursachte die Nachfrage nach Uran für den Bau von Kernwaffen zu einer ersten Welle von Lagerstättenerkundungen, gefolgt von einer zweiten Welle in den späten 1960er Jahren, die von der Nachfrage nach Uran zur Erzeugung elektrischer Energie in Kernkraftwerken getragen wurde. Seit 2002 werden bekannte Lagerstätten in der Erwartung erkundet, dass die weltweite Nachfrage nach Uran weiter ansteigt, da im Zuge der Globalen Erwärmung einige Länder neue Atomkraftwerke wegen ihrer geringen Kohlenstoffdioxid-Emissionen errichten bzw. planen. Nach dem Erkenntnisstand von 2010 befinden sich in Australien etwa 31 Prozent der weltweit bekannten Uranvorkommen. Australien ist das drittgrößte Exportland von Uran.
Folgeerscheinungen des Uranabbaus sind unter anderem die Kontamination der unmittelbaren Biosphäre durch das Austreten von radioaktivem Radon, Stäube von Abraumhalden oder abgetrocknete Schlämme. Diese können zu Erkrankungen und zu Veränderungen von Erbanlagen führen, wovon insbesondere die in abgelegenen Gebieten lebenden Ureinwohner Australiens (Aborigines) betroffen sind. Weiterhin liegen viele Uranvorkommen auf Gebieten, die für die Aborigines von kultureller Bedeutung sind. In einigen Fällen haben Aborigines durch die Anerkennung ihrer traditionellen Landnutzungsrechte (Native Title) Uranabbau auf ihrem Land verhindert.
Seit den späten 1960er Jahren sind Uranabbau und -export die Hauptfelder politischer Auseinandersetzungen zwischen den verschiedenen Regierungen Australiens und Gruppierungen der Antiatomkraftbewegung in Australien, die der Atomindustrie Zerstörung der Umwelt und des Traumzeitlandes der Aborigines sowie einen Beitrag zur Weiterverbreitung von Massenvernichtungswaffen vorwerfen. Diese Debatte hatte einen teilweisen politischen Paradigmenwechsel sowohl der australischen Bundes- als auch der Landesregierungen zur Folge und führte zu einer Limitierung des Abbaus und des Exports von Uran. In den letzten Jahren konzentrierte sich die Diskussion vor allem auf umstrittene Uranexporte nach China, Russland und Indien, sowie auf die umstrittene Ausweitung der Förderung auf mehr als drei bzw. vier Uranbergwerke in Australien. Trotz fehlender Planungssicherheit setzen Bergwerks- und Explorationsunternehmen ihre Lagerstättenerkundungen fort.
Aufgrund sinkender Rohstoffpreise für Uran wurde ein aktiver Uranbergbau geschlossen und ein weiteres Bergwerk schränkte den Abbau ein. Damit bauen seit 2013 nicht mehr vier, sondern drei Bergwerke Uran in Australien ab.

## Geschichte

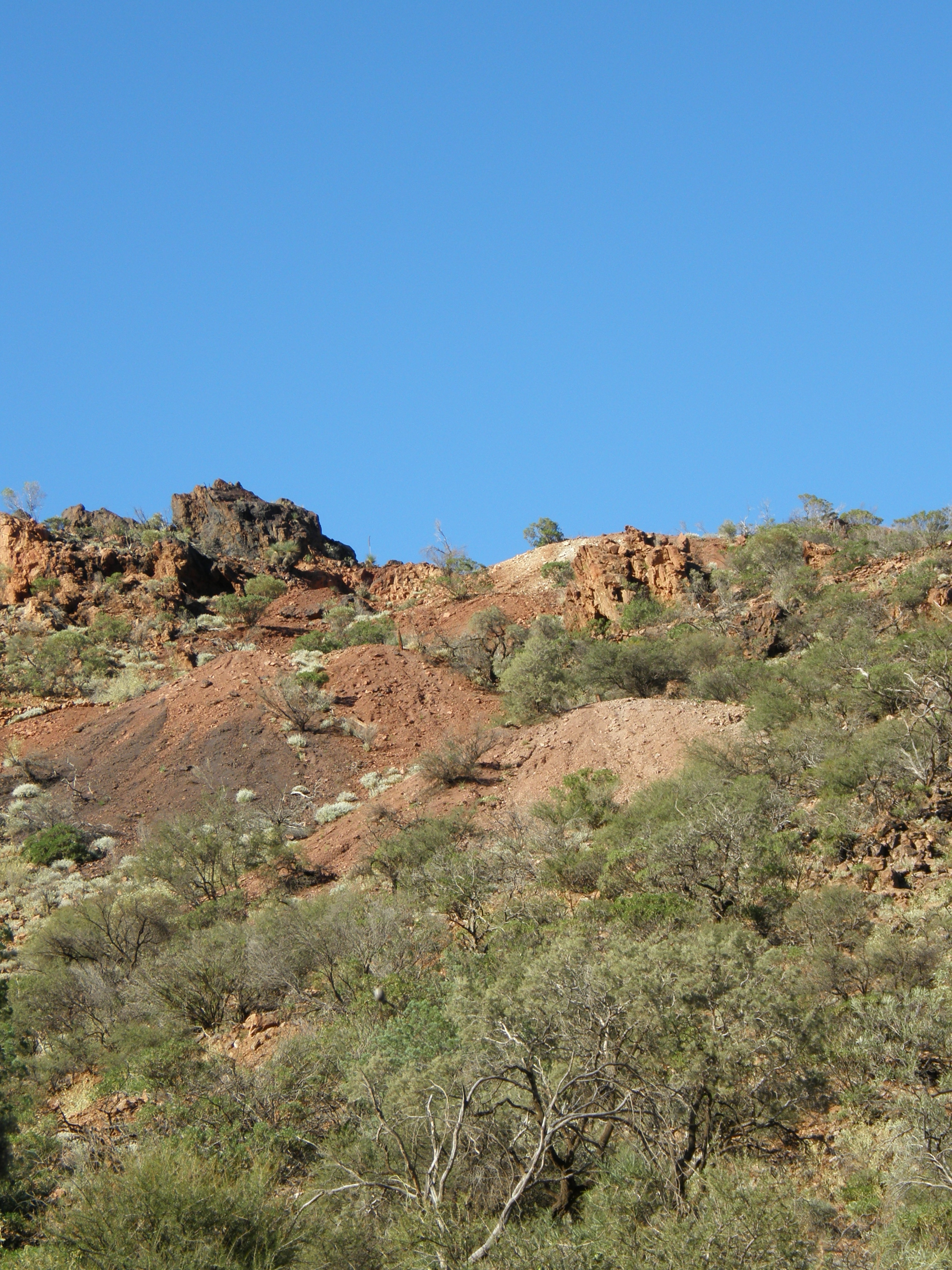
Uranbergwerk am Mount Gee in den frühen 1920er Jahren

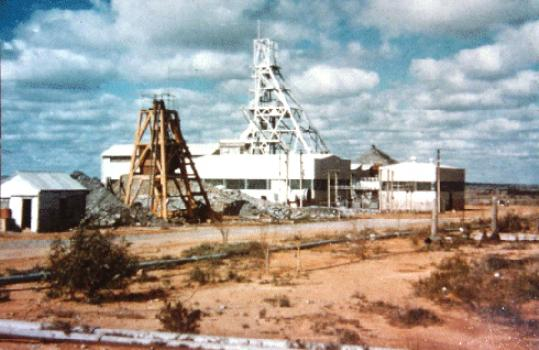
Uranabbau am Radium Hill (1954)

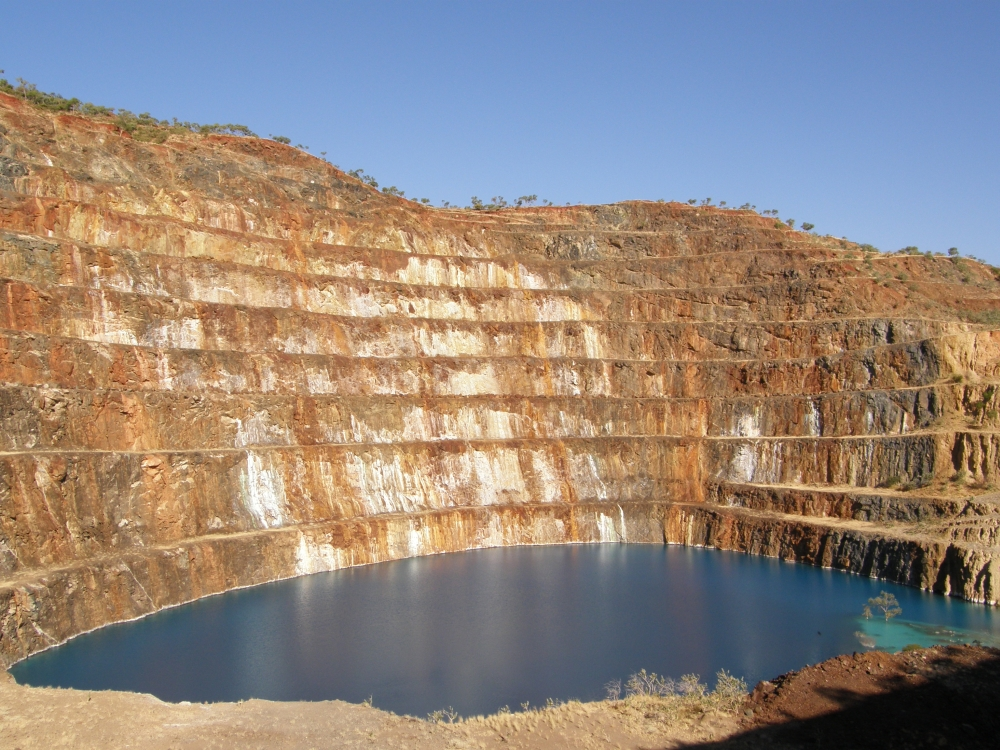
Offengelassener Uranabbau der Mary-Kathleen-Uran-Mine

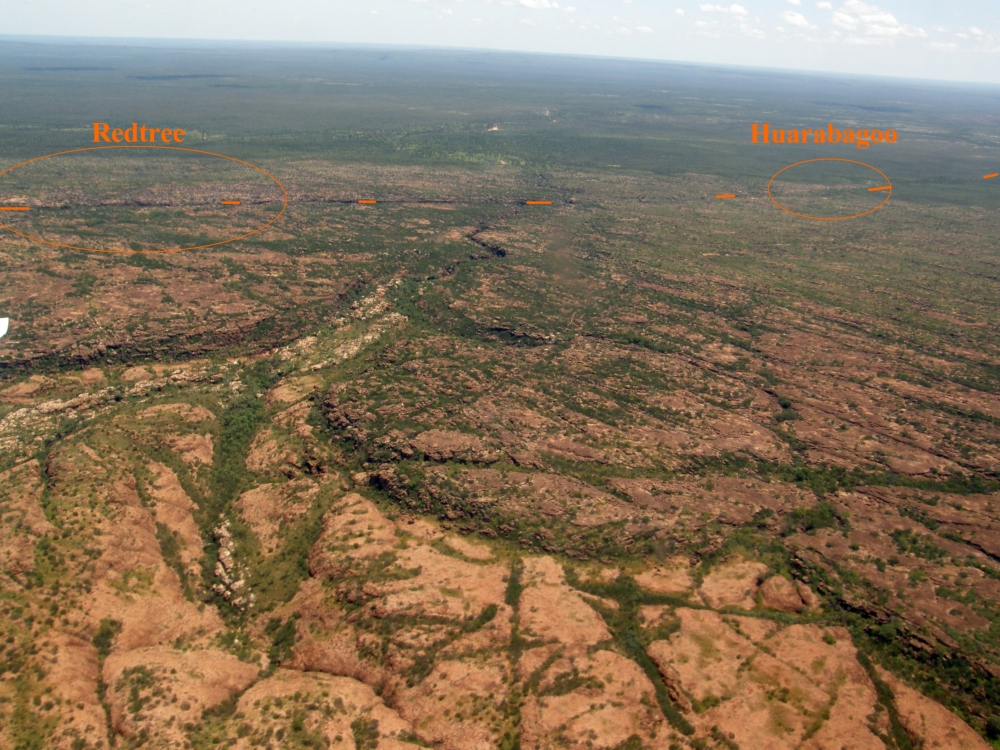
Am Redtree Doleritgang (gebrochene Linie) in Westmoreland befinden sich mehrere Uranerzkörper (Redtree and Huarabagoo)

Uranlagerstätten in Australien sind seit den 1890er Jahren bekannt. 1906 wurde am Radium Hill in South Australia erstmals Uran abgebaut und in Hunters Hill, heute eine Vorstadt von Sydney, von 1911 bis 1915 zu Bromide und Uran verarbeitet. Radium wurde für medizinische Untersuchungen verwendet. Auch am Mount Painter, in Nachbarschaft zum Mount Gee in South Australia, wurde Uranerz abgebaut. Ab 1944 wurde eine umfangreiche Lagerstättenerkundung von Uran auf Aufforderungen der Regierungen der USA und Großbritannien begonnen, wobei ab 1948 die Entdeckung von Uranlagerstätten durch steuerliche Anreize der Bundesregierung Australiens gefördert wurde.
Ein Uranvorkommen wurde 1949 im Rum Jungle im Northern Territory entdeckt und der Abbau durch die Regierung begann ab 1954. Weitere Lagerstätten wurden am South Alligator River im Northern Territory 1953, bei Mary Kathleen und 1954 und Westmoreland in Queensland 1956 entdeckt. 1954 wurde das Uranbergwerk am Radium Hill wieder eröffnet und ein Abbau in weiteren Uranlagerstätten begann in den späten 1950er Jahren.
Der Uranverarbeitungskomplex in Port Pirie begann seine Arbeit im August 1955 und verarbeitete Uran vom Radium Hill und Wild Dog Hill bei Myponga, südlich von Adelaide. Der £1.800.000 teure Komplex wurde durch die Regierung von South Australia betrieben, der Großbritannien und in die Vereinigten Staaten von Amerika belieferte. Der Komplex schloss im Februar 1962.
Um 1964 wurde die erste Uranherstellung in Australien beendet, da die Uranvorräte erschöpft und die Verträge erfüllt waren. Exportverkäufe während der ersten Phase bezifferten sich auf 7.730 t Uran für die Atomwaffenherstellung der USA und von Großbritannien. Weitere Verkäufe erfolgten an Atomkraftwerke nach Übersee.
Eine zweite Welle einer Lagerstättenerkundigung erfolgte in den späten 1960er Jahren als Nuklearenergie zur Erzeugung von elektrischer Energie verwendet wurde. 60 Uranvorkommen wurden damals entdeckt, darunter das der Ranger-Uran-Mine 1969, Nabarlek-Uran-Mine, Koongarra 1970 und Jabiluka 1971.
Die erste Untersuchung im Auftrag der Regierung über die Folgen der Uranförderung war die Ranger Uranium Environmental Inquiry von 1976, der auch als Fox Report bekannt wurde, in dem die Frage beantwortet werden sollte, ob Australien Uranabbau und -export betreiben soll. Der Uranabbau wurde damals eingestellt, weil die australische Regierung 42 Prozent der Anteile an der Ranger Uranium Mines Pty Ltd übernahm, obwohl die Untersuchung noch nicht beendet war. 1979 verkaufte die Regierung von Australien diese Anteile, um den Uranabbau der Ranger-Uran-Mine nicht zu behindern. Zur selben Zeit erwarb der Konzern Energy Resources of Australia Ltd dieses Bergwerk und nahm 1981 seine Abbautätigkeit auf. Später übernahm diese Organisation das Unternehmen Ranger Uranium Mines Pty.
Die Nabarlek-Uran-Mine baute vier Monate lang im Jahr 1979 Uran ab. Das Mahlen des gewonnenen Uranerzes fand 1980 statt, dabei wurden 10.858 t Uranoxide hergestellt, die nach Japan, Finnland und Frankreich an zivile Atomkraftwerke verkauft wurden.
Als die Mary-Kathleen-Uran-Mine 1982 geschlossen wurde, fand die erste Rekultivierung eines Uranbergwerks statt, die 1985 abgeschlossen wurde. Die gleiche Methode wurde an der Rum-Jungle-Uran-Mine in den 1980er Jahren angewendet.
Das Uranbergwerk Olympic Dam bei Roxby Downs nahm den Uranabbau durch die Western Mining Corporation im Jahr 1988 auf. Es ist ein großes Untertagebergwerk, das hauptsächlich Kupfer abbaut und als Nebenprodukte Uran, Gold und Silber gewinnt. Die Western Mining Corp wurde 2005 von BHP Billiton übernommen.
Seit 2002 ist ein verstärkter Anstieg der Lagerstättenerkundung zu verzeichnen, der hauptsächlich von kleineren Unternehmen betrieben wird, die bekannte Lagerstätten in ihrem Fokus haben.

## Uranlagerstätten
| Land                              | Tonnen    | Anteil am Weltvorkommen |
| --------------------------------- | --------- | ----------------------- |
| Australien                        | 1.673.000 | 31 Prozent              |
| Kasachstan                        | 651.000   | 12 Prozent              |
| Kanada                            | 485.000   | 9 Prozent               |
| Gemeinschaft Unabhängiger Staaten | 480.000   | 9 Prozent               |
| Südafrika                         | 295.000   | 5,5 Prozent             |
| Namibia                           | 284.000   | 5 Prozent               |
| Brasilien                         | 279.000   | 5 Prozent               |
| Niger                             | 272.000   | 5 Prozent               |
| USA                               | 207.000   | 4 Prozent               |
| andere                            | 778.000   |                         |
| Welt gesamt                       | 5.404.000 | 100 Prozent             |

### Weltweite Lagerstätten
Das Volumen der bislang bekannten Uranlagerstätten der Welt wird auf etwa 5.469.000 t geschätzt, 31 Prozent (1.673.000 t) davon kommen in Australien, 12 Prozent (615.000 t) in Kasachstan und 9 Prozent in Kanada vor. Weitere Uranvorkommen gibt es in Russland, Südafrika, USA, Brasilien und Namibia. Kanada ist der größte Uranlieferant der Welt, gefolgt von Kasachstan und Australien. Die weiteren Vorkommen verteilen sich auf andere Länder. Australien exportierte 50.235 t Uranoxide bis 2008 mit einem Wert von AUD $2,9 Milliarden.

### Lagerstätten in Australien
2009 wurde der Wert der australischen Uranlagerstätten mehr als $300 Milliarden angegeben. Ein Anstieg des Uranpreises scheint wahrscheinlich, da mehrere Länder wegen der Globalen Erwärmung und schwindenden fossilen Energieträgern ein Betreiben weiterer Atomkraftwerke zur alternative Energieerzeugung beabsichtigen. Nach Prognosen des Australian Bureau of Agricultural and Resource Economics im Jahr 2009 ist mit einer 38-prozentigen Steigerung des Exportvolumens und einer Preissteigerung für Uran von 86 Prozent bis ins Jahr 2014 zu rechnen.
Uranabbau in Australien fand erstmals ab 1906 am Radium Hill statt und später, in den 1930er Jahren, am Mount Painter in South Australia. Aus dem gewonnenen Uranerz wurde Radium für medizinische Zwecke und auch einige Hundert Kilogramm Uran hergestellt.
Rund 89 Prozent der australischen Uranressourcen kommen in zwei hauptsächlichen erdgeschichtlichen Entwicklungen vor.
Hiervon stammen etwa 70 Prozent aus der Zeit des Proterozoikum und liegen in Lagerstätten in hämatitischen Granit-Brekzien am Olympic Dam in South Australia. Diese Lagerstätte ist das größte bekannte Uran-Vorkommen der Erde. Der Anteil von U3O8 liegt bei dieser Variante bei etwa 0,05 Prozent.
Die Erzlager bei Prominent Hill und Mount Gee in der Mount Painter-Region der Geological Curnamona Province liegen auf dem gleichen Gebiet, in denen Uran als Beiprodukt von Kupfer- und Goldbergbau auftritt. Weitere 19 Prozent dieser Vorkommen befinden sich in proterozoischen Diskordanz-Lagerstätten, die an die Erosionsflächen zwischen dem kristallinen Grundgebirge und überlagernden metamorphen Sedimenten gebunden sind, hauptsächlich im Bereich der Alligator Rivers im Northern Territory (Ranger, Jabiluka, Koongarra). Der Anteil von U3O8 liegt hier zwischen 0,1 und 1,8 Prozent.
Uranablagerungen in Sandstein aus dem Tertiär machen etwa 4,4 Prozent des Gesamtvorkommens aus, hauptsächlich in Frome Embayment, South Australia (Beverley, Honeymoon) und um Westmoreland, Queensland. Der Anteil von U3O8 ist >0,1 Prozent.
3,5 Prozent der australischen Uranvorkommen liegen in oberflächennahen Calcrete-Lagerstätten, wovon sich die meisten in Yeelirrie, Western Australia, befinden.
Die verbleibenden Lagerstellen sind hauptsächlich durch Metasomatose und Vulkanaktivität entstanden.
Im Einzelnen sind die nachfolgenden wesentlichen Uranlagerstätten bekannt (Stand: November 2010):
- Angela, Northern Territory
- Ben Lomond, Queensland
- Beverley, South Australia (im Abbau)
- Bigrlyi, Northern Territory
- Billeroo West, South Australia
- Crocker Well, South Australia
- Curnamona, South Australia
- Dawson-Hinkler Well, Western Australia
- Double 8, Western Australia
- Four Mile, South Australia (Entwicklung genehmigt und 2009 gestoppt)
- Honeymoon, South Australia (Entwicklung und Testabbau genehmigt)
- Jabiluka, Northern Territory (im Abbau)
- Kintyre, Western Australia
- Koongarra, Northern Territory
- Lake Maitland, Western Australia
- Lake Way & Centipede, Western Australia
- Manyingee, Western Australia
- Maureen, Queensland
- Mount Fitch, Northern Territory
- Mount Gee, South Australia
- Mulga Rock, Western Australia
- Mullaquana, South Australia
- Napperby, Northern Territory
- Nolans Bore, Northern Territory
- Olympic Dam, South Australia
- Oobagooma, Western Australia
- Prominent Hill, South Australia
- Ranger Jungle, Northern Territory (im Abbau)
- Skal, Andersons, Bikini, Watta, Queensland
- Thatcher Soak, Western Australia
- Valhalla, Queensland
- Westmoreland, Queensland
- Yeelirrie, Western Australia (Entwicklung genehmigt)

### Uranminen im Abbau (2010)
Im Jahr 2010 erfolgte in Australien eine Produktion von insgesamt 6958 t Uranoxid, davon in den drei aktiven Bergwerken: 3793 t Ranger Jungle, 2747 t Olympic Dam und 418 t Beverley.

### Geschlossene Uranminen
Nachfolgende Uranbergwerke Australiens wurden betrieben und anschließend geschlossen:
- Radium Hill (1954–1962)
- Rum Jungle (1954–1971)
- Mary Kathleen (1958–1963 und 1975–1982)
- Moline (1959–1964)
- Rockhole (1959–1962)
- Nabarlek (1979–1988)
- Honeymoon (2011–2013)

## Ökonomie
| Jahr | Produktion (Tonnen U3O8) | Produktion (Tonnen U) | Export (Tonnen U3O8) | Export (Tonnen U) | Export (A$ Million FOB) | Exportwert (U3O8, A$/kg) |
| ---- | ------------------------ | --------------------- | -------------------- | ----------------- | ----------------------- | ------------------------ |
| 2000 | 8937                     | 7578                  | 8757                 | 7426              | 426                     | 48,65                    |
| 2001 | 9119                     | 7733                  | 9239                 | 7834              | 463                     | 50,09                    |
| 2002 | 8083                     | 6854                  | 7637                 | 6476              | 363                     | 47,57                    |
| 2003 | 8930                     | 7572                  | 9612                 | 8151              | 398                     | 41,41                    |
| 2004 | 10592                    | 8982                  | 9648                 | 8181              | 411                     | 42,58                    |
| 2005 | 11217                    | 9512                  | 12360                | 10481             | 573                     | 46,36                    |
| 2006 | 8954                     | 7593                  | 8660                 | 7344              | 529                     | 61,06                    |
| 2007 | 10145                    | 8603                  | 10232                | 8676              | 881                     | 86,11                    |
| 2008 | 9941                     | 8430                  | 9663                 | 8194              | 749                     | 77,54                    |
| 2009 | 9413                     | 7982                  | 9706                 | 8230              | 1116                    | 114,9                    |
| 2010 | 6958                     | 5900                  | 6888                 | 5841              | 608                     | 88,3                     |
| 2011 | 7056                     | 5983                  | 6628                 | 6170              | 586                     | 88,4                     |
| 2012 | 8244                     | 6991                  | 8116                 | 6882              | 776                     | 95,6                     |
| 2013 | 7488                     | 6350                  | 7317                 | 6205              | 704                     | 96,2                     |
| 2014 | 5897                     | 5000                  | 5669                 | 4807              | 504                     | 88,9                     |
| 2015 | 6668                     | 5654                  | 6969                 | 5909              | 802                     | 115,1                    |
| 2016 | 7447                     | 6315                  | 7679                 | 6511              | 715                     | 93,1                     |
| 2017 | 6937                     | 5882                  | 6753                 | 5726              | 528                     | 78,2                     |
| 2018 | 7696                     | 6526                  | 7158                 | 6070              | 627                     | 87,5                     |
| 2019 | 7798                     | 6612                  | 8228                 | 6977              | 753                     | 91,5                     |
| 2020 | 7315                     | 6203                  | 7351                 | 6234              | 786                     | 107,0                    |

Neben seiner Bedeutung in der Nuklearmedizin und nukleartechnischen Materialwissenschaft wird Uran als Energiequelle für Atomkraftwerke genutzt. Im Februar 2009 waren in 30 Ländern 436 Atomkraftwerke mit einer Gesamtkapazität von 372 Gigawatt Elektroenergie im Betrieb. Weiterhin befinden sich 43 Anlagen im Bau und weitere 108 in der Planung; 266 Reaktoren wurden durch staatliche Organisationen zur Planung vorgeschlagen.
In Australien gibt es kein Atomkraftwerk und keine konkreten Planungen dafür. Das Kernkraftwerk Jervis Bay sollte ab 1970 etwa 200 km von Sydney entfernt gebaut werden. Es war auf eine Leistung von 500 Megawatt sowie als Pilotprojekt für den Bau weiterer Anlagen ausgelegt. Trotz Machbarkeitsstudien, Auftragsvergaben und begonnener Betonierarbeiten verfolgte die australische Regierung das Projekt ab 1971 nicht weiter.
Australien betrieb den Forschungsreaktor High Flux Australian Reactor (kurz HIFAR) von 1958 bis 2006 und betreibt seit 2007 den Forschungsreaktor Open Pool Australian Lightwater Reactor (kurz OPAL) in Lucas Heights, einem Vorort von Sydney.
Australisches Uran wird ausschließlich zum Zweck der Erzeugung elektrischer Energie und zur Atomforschung nur in Ländern verkauft, die den Atomwaffensperrvertrag unterzeichnet haben. Der australische Uranexport erfolgt ausschließlich unter den strikten Sicherheitsbedingungen der Internationalen Atomenergie-Organisation.
2006 wurde von einer Gruppe von Wissenschaftlern unter der Leitung des namensgebenden Kernphysikers und Unternehmers Ziggy Switkowski der Switkowski-Report erstellt. Dieser Report sprach die Empfehlung aus, dass Australien mit seinen Uranreserven, aus denen 23 Prozent der Weltproduktion stammen, gut für den wachsenden Bedarf am Markt positioniert ist. Die jährliche Wertschöpfung wurde mit 1,8 Milliarden AUD angegeben. Mit Blick auf die zu erwartete Verdoppelung des australischen Bedarfes an Elektrizität bis 2050, die erwartete substanzielle Nachrüstung oder Ablösung von zwei Dritteln der bestehenden fossilen Kraftwerke, den zu erwartenden zusätzlichen Neubau von Kraftwerken und die Verpflichtungen zur Reduzierung des Ausstoßes von Treibhausgasen identifizierte die Kommission die Erzeugung von nuklearer Energie inklusive Endlagerung als einen gangbaren Weg für Australien, der innerhalb von 10 Jahren (bis 2016) umgesetzt werden könnte.
Nach Begutachtung des Reports durch unabhängige Fachkollegen stellten diese fest, dass bei den anvisierten 10 Jahren zur Umsetzung der Mangel an qualifiziertem Personal unterschätzt worden sei, und dass daher ein Start eher erst in 15 Jahren (ab 2021) wahrscheinlich sei.

## Politik

### Allgemein
Hauptartikel: → Three Mine Policy
Uranabbau in Australien ist hochpolitisch, insbesondere für die Australian Labor Party (ALP), sowohl für die Bundesregierung als auch für die Landesregierungen, da die Projektentwicklung häufig eine Reihe von Untersuchungen und die Erteilung von Abbau- und Exportlizenzen nach sich zieht.
Die alle zwei Jahre stattfindende Nationalkonferenz der ALP führte 1982 eine heftige Debatte zur Atompolitik. Anlässlich der Konferenz von 1984, entwickelte die neugewählte ALP unter Bob Hawke eine Drei-Minen-Politik. Diese Politik bedeutete den weiteren Betrieb der drei damals aktiven Minen: Ranger-Uran-Mine, Nabarlek-Uranium-Mine und Olympic Dam und ein Moratorium gegen die Eröffnung weiterer Uranminen. Nach der Erschöpfung der Uranlager in der Nabarlek-Uran-Mine nahm die Beverley-Uran-Mine als dritte anerkannte Uranmine deren Stelle ein.
Nach der Nationalwahl von 1996, die die konservative Koalition unter John Howard von der Liberal Party gewann, wurde diese Politik aufgegeben.
Als die ALP mit Kevin Rudd die Nationalwahl von 2007 gewann, gab es einen politischen Paradigmenwechsel, da die Nationalkonferenz der ALP beschloss, weitere Uranbergwerke zu genehmigen. 2009 erlaubte die australische Regierung die Eröffnung einer vierten australischen Uranmine im Juli 2009, die Four-Mile-Uran-Mine in South Australia und beendete damit eine 25 Jahre anhaltende Politik. Bundesminister Martin Ferguson erklärte daraufhin, dass die Ausweitung der Uranförderung unvermeidlich war.
Die Bundesregierung Australiens ist rechtlich in der Lage den Abbau zu beenden, indem sie die Abbauerlaubnis entzieht, auch gegen den erklärten Willen jeweiliger Bundesstaaten. Die derzeit regierende ALP vertritt die Position, die auf ihrer Nationalkonferenz die Eröffnung einer vierten Uranmine beschloss. Premierministerin Julia Gillard schloss im November 2011 einen Vertrag mit Russland, der die weitere Lieferung von Uran unter Wegfall des Vorbehalts von drei Staaten vorsieht, wobei die Nutzung des australischen Urans für Atomwaffenherstellung vertraglich ausgeschlossen ist. Die Bundesländer Australiens betreiben aktuell folgende Politik:
- South Australia (ALP): unterstützt Uranabbau[25]
- Western Australia (Koalition von Liberal Party/Nationale Partei Australiens): unterstützt den Uranabbau[26]
- Queensland (ALP): ist gegen Uranabbau[27]
- Northern Territory: Uranabbau unter Kontrolle der australischen Bundesregierung

Das Verbot, in Western Australia Uran abzubauen, wurde von der dortigen Regierung 2008 aufgehoben.
Auf ihrer Nationalkonferenz im Februar 2011 beschloss die größte Industriegewerkschaft Australiens, die Australian Workers’ Union, dass sie sich für die Aufhebung des gesetzlichen Verbots von Uranabbau in Victoria, New South Wales und Queensland einsetzen wird.
Die konservative Opposition unter Tony Abbott befürwortet Uranförderung und -export. Die Australian Workers' Union (AWU) setzt sich für eine Abkehr von der three-mine policy ein und forderte im Februar 2011 ein Aussetzen der eingeschränkten Uranförderung in Queensland, Victoria und New South Wales.
Die Australian Greens lehnen jegliche Expansion der Uran- und Nuklearindustrie strikt ab.
2013 wurde aufgrund sinkender Rohstoffpreise das Honeymoon-Uranbergwerk in Gänze geschlossen und Teile des Beverley-Uranbergwerks. Damit befinden sich im Jahr 2014 drei Uranbergwerke im aktiven Abbau.

### Umweltprobleme
Die Sicherung der beim Uranabbau zurückbleiben strahlenden Abraumhalden und Schlämme, sowie der enorme Wasser- und Energieverbrauch der Minen sind nach Angaben der Umweltorganisation Australian Conservation Foundation ungelöste Probleme. Die Umgebung wird verseucht, und auffällig viele Arbeiter und Anwohner der Minen leiden an Atemwegserkrankungen.
Kritische Stimmen beklagen die mangelnde Verantwortlichkeit Australiens für radioaktiven Abfall, der in den belieferten Ländern durch die Produktion nuklearer Energie mit Uran aus Australien entsteht. Australien hat ideale geologische Bedingungen zur Lagerung von Atommüll.

### Aborigines

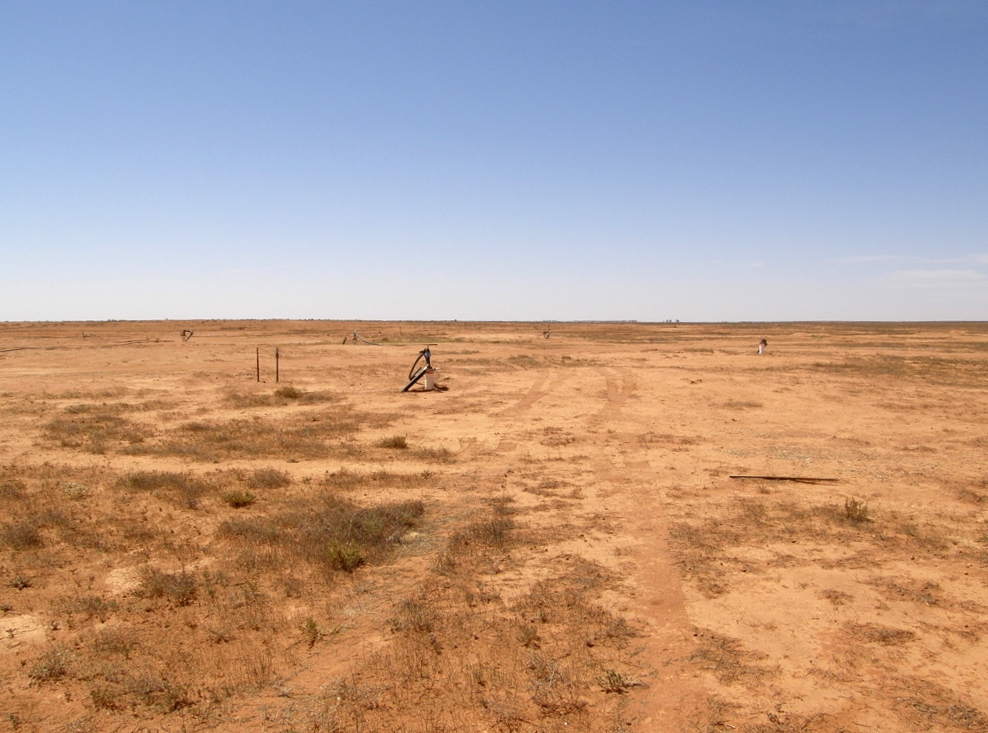
Testabbaufeld der Honeymoon-Uran-Mine durch Lösungabbau

In den entlegenen Gebieten Australiens sind viele der Ureinwohner (Aborigines) durch ihre Lebensweise als Jäger und Sammler ganz besonders von den Folgeerscheinungen des Uranabbaus betroffen, denn sie ernähren sich zum Teil von Bush Food, also von den Pflanzen und Tieren ihres Landes, und entnehmen unter anderem Trinkwasser aus Billabongs. Der Gesteinsabfall, der bei der Uranerzgewinnung im Tagebau entsteht und der auf Abraumhalden deponiert wird, enthält noch etwa 80 Prozent der ursprünglichen Strahlung und so – wie auch bei der Urangewinnung mit Chemikalien – kann es zur Verseuchung der Luft, des Wassers und des Bodens kommen. Das Edelgas Radon, das beim Abbau entweicht, und der radioaktiv kontaminierte Staub der Abraumhalden gelangen in die Atmosphäre. Die Gefährdungen der Biosphäre können zu Lungenkrebs, anderen Erkrankungen sowie zu massiven Veränderungen der Erbanlagen führen.
Ein parlamentarischer Report von 1997 beschrieb die bisherigen „verheerenden Auswirkungen der Urangewinnung“. Er wies auf die säurehaltigen Abwässer aus dem Rum Jungle-Abbau hin, die in den Finnis River im Litchfield-Nationalpark eingeleitet worden waren und „alles pflanzliche und tierische Leben über einen Flussabschnitt von etwa 10 km zerstört“ hatten. Der Report führte weiter aus, dass die „Geschichte des Uranbergbaus in Australien und seine Auswirkungen auf die Aborigines beklagenswert“ sei. Der Bergbau in der Vergangenheit, zum Beispiel in der Rum-Jungle-Mine, habe die anliegenden Gebiete derart geschädigt, dass die traditionellen Besitzer nicht mehr in der Lage seien diese zu nutzen. Andere Minen, so die Ranger-Mine, seien den traditionellen Besitzern gegen ihren Willen aufgezwungen worden. Auch im Falle der Uranmine Olympic Dam hätte es eine tiefe Besorgnis über die rücksichtslose Schädigung von heiligen Stätten und den Mangel an Sensibilität gegenüber der Kultur der Aborigines gegeben.
Uranbergbau in entlegenen Landesteilen Australiens kann daher zu Streitpunkten mit Aborigines führen, die oft den Native Title zu diesen Gebieten halten und diese als bedeutsam für ihre Kultur ansehen können. Beispiele hierfür sind:
- Der Stamm der Wongatha in Western Australia lehnte 2010 die Uranförderung auf seinem Gebiet ab.[38][39]
- Der Rat führender Aboriginesfrauen Kupa Piti Kungka Tjuta der Stämme Arabana und Kokatha in South Australia zeigten sich 1999 besorgt über die nachhaltigen Auswirkungen der Schutthalden an der Olympic Dam Mine in Südaustralien.[40] Im Herbst 2009 erklärte der Betreiber der Four-Mile-Uran-Mine das Projektende, weil es zu keiner Übereinkunft mit den Aborigines gekommen war, die einen Native Title in diesem Gebiet besitzen.[41] Vertreter des Adnyamathanha-Stammes hatten sich gegen die Entweihung und Zerstörung einiger für sie wichtigen heiligen Stätten gewehrt.[42]
- Nach jahrelangen Protesten erklärten die Betreiber der Jabiluka-Mine im Northern Territory 2002, dass sie ohne die Zustimmung der ansässigen Aborigines vom Stamm des Mirarr-Clans von einer Weiterführung des Projektes absehen.[21][43] Die Mirarr sprachen sich 2010 gegen eine Erweiterung der Ranger Jungle Mine aus, solange die Betreiberfirma ihre Handlungsweise im Bezug auf die Umwelt nicht ändern würde.[44]
- Jeffrey Lee, das alleinige Mitglied des Djok-Clans und damit ranghöchster Verwalter der Koongarra-Uranlagerstätte, entschied 2007, dass in diesem ökologisch sensitiven Gebiet niemals ein Uranabbau erlaubt sein werde, und dass er eine Eingliederung des Areals in den umliegenden Kakadu-Nationalpark befürworte.[45]
- Namhafte Gegner und Aktivisten gegen den Uranabbau in Australien in den Reihen oder im Umfeld der Aborigines sind zum Beispiel Kevin Buzzacott, Jacqui Katona, Yvonne Margarula und Jillian Marsh.[46][47][48]

Derzeit (2011) sehen sich nach Auffassung der Australian Nuclear Free Alliance die Aborigines-Gemeinden einer Welle von Uran-Lagerstättenerkundungen, geplanten Errichtungen neuer Uranbergwerke und neuen Atommülllagern gegenüber.
Nicht alle indigenen Gruppierungen Australiens lehnen einen Abbau von Uran ab. So hat die Vertretung des Stammes der Mardu, die Western Desert Lands Aboriginal Corp, einer Erschließung ihres 130.000 km² großen Gebietes in Western Australia durch mindestens zwei Firmen zugestimmt.

## Exportländer
| Land              | Tonnen |
| ----------------- | ------ |
| Europäische Union | 3308   |
| Japan             | 2464   |
| USA               | 3689   |
| Taiwan            | 447    |
| China             | 313    |
| Südkorea          | 214    |
| Kanada            | 249    |
| andere            | 23     |

Im Jahr 2008 exportierte Australien Uran in folgende Länder: Belgien, Deutschland, Finnland, Frankreich, Großbritannien, Spanien, Schweden (alle EU), China, Japan, Kanada, Südkorea und Taiwan. Lieferungen von Uran erfolgten ab 2010 auch in die Gemeinschaft Unabhängiger Staaten (Russland).

### Umstrittene Uranexporte
Eine 2005 durchgeführte Umfrage ergab, dass 56 Prozent der befragten 1200 Australier die Effektivität des Schutzklauselsystems der Internationalen Atomenergie-Organisation anzweifeln. Zwei Drittel der australischen Bevölkerung lehnten 2010 Uranverkäufe an Staaten mit Nuklearwaffen ab.

#### China
Im April 2006 unterzeichneten der australische Außenminister Alexander Downer und sein chinesischer Kollege Li Zhaoxing mehrere Abkommen über die Lieferung von Uranerz, welches ausschließlich zur Produktion von Brennelementen für Atomkraftwerke bestimmt ist und den Betrieb chinesischer Kernkraftwerke langfristig sichern soll. Die Vereinbarungen enthielten Garantien, die den Einsatz des in die Volksrepublik China exportierten australischen Urans ausschließlich für friedliche Zwecke festlegten.
Die Abkommen wurden von der Australian Conservation Foundation scharf kritisiert, welche die Befürchtung äußerte, dass es zu Abzweigungen von Uranerz für das militärische Atomprogramm in China kommen könnte. Auch die Australian Greens kritisierten, dass das australische Uran entweder direkt oder indirekt zur Unterstützung des chinesischen Atomwaffenprogramms dienen werde. Alexander Downer erklärte: „China hat ein Atomwaffenprogramm, ob uns das gefällt oder nicht.“ Die Vereinbarungen für die Uranlieferungen würden keinerlei Einfluss auf das militärische Nuklearprogramm Chinas haben. Auch die USA hatten die Bereitschaft Australiens zu den Uran-Lieferungen an China mit Skepsis betrachtet und sahen offene Fragen bei den wirtschaftlichen und militärischen Ambitionen Chinas.
China deckte 2006 seinen Bedarf an Elektrizität zu 62 Prozent durch Kohlekraftwerke. Gemäß Schätzungen von 2003 wird Chinas Uranbedarf zur Nutzung in Atomkraftwerken im Jahr 2020 bei 3960 bis 5760 Tonnen/Jahr liegen, andere Schätzungen aus dem Jahr 2006 liegen bereits bei 8000 Tonnen/Jahr für 2020. Es wird erwartet, dass China ein Drittel dieses benötigten Urans von Australien beziehen wird, mit einem Volumen von AUD 250 Millionen jährlich, basierend auf den Preisen von 2006. Prognosen über die chinesische Produktion von nuklearer Energie in diesem Jahr liegen bei 70 Gigawatt. Es bestehen Pläne zur Verdoppelung und Verdreifachung dieser Kapazität.
Andere Quellen besagen, dass 2020 bestenfalls 5 Prozent des chinesischen Energiebedarfes nuklear erzeugt werden kann, verglichen mit 1 Prozent 2006. Aus der Sicht von 2006 wird erwartet, dass China in den nächsten 20 Jahren bis zu 50 neue Atomkraftwerke bauen wird.
Die Frage der Endlagerung der geschätzten 3900 Tonnen nuklearen Abfalls (2010) ist in China ungelöst.

#### Russland
1990 kam es zu einer Vereinbarung zwischen den Ländern, nach der australisches Uran in Russland nur für Drittländer verarbeitet werden konnte.
Der australische Ministerpräsident John Howard und der russische Präsident Wladimir Putin unterzeichneten im September 2007 während des Treffens zur Asiatisch-pazifischen wirtschaftlichen Zusammenarbeit (APEC) in Sydney eine Vereinbarung zur Lieferung von Uran nach Russland. Die damalige Labor-Opposition befürchtete eine militärische Nutzung des Urans oder einen Weiterverkauf an Drittländer wie Iran, obwohl das Abkommen diese Möglichkeiten ausschloss.
Nach dem Kaukasuskrieg 2008 und den einhergehenden Androhungen eines russischen Nuklearschlages gegen Polen wurden erneut kritische Stimmen in Australien laut.
Das Federal Parliament Treaties Committee sprach im September 2008 nach einer Untersuchung die Empfehlung aus, keine Lieferungen an Russland zu leisten, solange dort nicht zwischen zivilen und militärischen Nukleareinrichtungen unterschieden würde. Das Komitee warnte davor, dass Russland australisches Uran zu militärischen Zwecken benutzen könne. Stimmen aus der Liberal Party warfen dem Komitee „extreme anti-nukleare Auslegungen“ vor.
Es wurde weiterhin moniert, dass die Internationale Atomenergie-Organisation seit 2001 keine Inspektionen mehr in Russland durchgeführt hatte und die Australian Conservation Foundation gab zu bedenken, dass eine Trennung von ziliver und militärischer Nutzung nicht verifizierbar sei.
Im März 2009 drängten hohe russische Parlamentarier mit einem Appell an Australien, den Weg für Exporte nach Russland frei zu machen, um die wachsende Nachfrage nach Atomenergie dort befriedigen zu können.
Am Rande des G20-Gipfels in Südkorea im November 2010 tauschten Labor-Premierministerin Julia Gillard und der russische Präsident Dmitri Medwedew die Ratifikationsurkunden des nuklearen Kooperationsvertrag zwischen den beiden Ländern aus. Die Australian Conservation Foundation bemerkte hierzu, dass die Entscheidung der Bundesregierung, Uran nach Russland zu verkaufen, die Interessen einer umstrittenen (Uran-)Industrie vor die australischen nationalen Interessen und vor die globale Verantwortung gestellt würden.
Die Australian Greens vertraten 2010 die Ansicht, dass das Argument gegen einen Verkauf von Uran an Russland „unleugbar“ sei. Russland hätte eine Schlüsselrolle im iranischen Atomprogramm, und seit 2001 wären keine Inspektoren der Internationalen Atomenergie-Organisation mehr vor Ort gewesen.
Putin stellte 2007 den Bau von 30 neuen Atomkraftwerken in den nächsten zwei Jahrzehnten in Aussicht. Russland plant, bis 2020 elf neue Reaktoren mit einer Leistung von 10 Gigawatt an Elektrizität in Betrieb zu nehmen.

#### Indien
Indien gehört nicht zu den Unterzeichnerländern des Atomwaffensperrvertrages. Die verfeindeten Atommächte Indien und Pakistan stehen sich im Kaschmir-Konflikt gegenüber. Zwischen den USA und Indien besteht ein Schutzklauselabkommen, das den Export von Uran und nuklearer Technologie und die einhergehenden internationalen Inspektionen regelt.
Die Regierung unter John Howard setzte sich für eine Änderung der Außenpolitik mit dem Ziel ein, die Ausfuhr von Yellowcake unter Anlehnung an das US-Schutzklauselabkommen zu erlauben. Die USA befürworteten dieses Vorhaben. Jedoch wurde dieser Prozess unter der 2007 folgenden Regierung von Kevin Rudd ausgesetzt, obwohl sich einige seiner Minister bei verschiedenen Anlässen zu Gunsten der Uranexporte nach Indien geäußert hatten.
2008 hob die Gruppe der Nuklearen Lieferländer (Nuclear Suppliers Group) nach 34 Jahren in Wien das Exportverbot für Indien auf.
Der australische Handelsminister Simon Crean schloss 2008 einen Wechsel der Politik ohne den Beitritt Indiens zum Atomwaffensperrvertrag aus. Bei Gesprächen über Uranexport nach Indien anlässlich eines Treffens zwischen dem nun als Außenminister fungierenden Kevin Rudd und seinem indischen Amtskollegen S. M. Krishna im Januar 2011 führte Rudd aus, dass die australische Regierung „ihr Regelwerk im Bezug auf Uranexporte nach Indien nicht lockern würde“.
Der australische Minister für Ressourcen und Energie Martin Ferguson forderte im Februar 2011 die ALP auf, ihre Politik im Bezug auf Exporte von Uran nach Indien „zu modernisieren“. Er fordere keine Abkehr vom Verbot des Uranexports in Länder, die nicht zu den Unterzeichnern des Atomwaffensperrvertrages gehören, sondern eher die Einsicht, dass Indien eine „besondere Berücksichtigung verdiene“. Ein beidseitiges Schutzklauselabkommen mit Indien ähnlich dem bestehenden Abkommen mit China sei Voraussetzung hierfür. Gemäß einer über WikiLeaks veröffentlichten US-amerikanischen diplomatischen Depesche vertrat Ferguson gegenüber US-Botschaftspersonal die Meinung, dass er trotz des gegenwärtigen Verbots von Exporten in den nächsten drei bis fünf Jahren Möglichkeiten für einen „nuclear fuel deal“ mit Indien sehe.
Indien verursacht den drittgrößten Ausstoß an Treibhausgasen weltweit, und Prognosen sagen seine Verdoppelung bis 2031 voraus. Das Land hat Nachholbedarf in der Bereitstellung von verlässlichen Energiequellen für seine 1,1 Milliarden Einwohner. Die bestehenden 19 Atomkraftwerke (2011) tragen mit nur 4 Prozent zur insgesamt in Indien erzeugten Elektrizität bei. In den nächsten 25 Jahren soll sich mit dem Bau von neuen Atomkraftwerken die Erzeugung von Nuklearstrom verdoppeln.

## Entwicklung nach der Nuklearkatastrophe von Fukushima
In der ersten Woche während der Nuklearkatastrophe von Fukushima im März 2011 gingen australische Uranförder-Gesellschaften mit Kursverlusten von 30 Prozent aus dem Handel. Der Wert der Verluste belief sich auf über eine Milliarde Australische Dollar.
Ziggy Switkowski, der ehemalige Chef der Nationalen Atombehörde, erklärte, dass die Vertrauenskrise vorübergehen würde. Der Vorstandssprecher von Paladin Energy, John Borshoff, zeigte sich zuversichtlich, dass dieser Zwischenfall „die Produktion von Uran und die nukleare Zukunft der Welt nicht beeinträchtigen“ werde. Der CEO der Australian Uranium Association Michael Angwin führte aus, dass „die Reaktion des Aktienmarktes zwar vorhersehbar gewesen sei, allerdings gäbe es weiterhin für den Betrieb der 502 weltweit aktiven oder sich im Bau befindlichen nuklearen Reaktoren Bedarf an Uran“. Der Verband bemerkte, dass „wenn die australische Uran-Industrie ihr ganzes Potenzial ausschöpfen dürfte, könnte sie den Export von rund 10.000 Tonnen im Jahr 2007 auf 37.000 Tonnen bis 2030 ausweiten.“
Regierungssprecher sowie Sprecher von Energy Resources of Australia und BHP Billiton antworteten ausweichend auf die Frage, ob das in Fukushima eingesetzte Uran aus Australien stamme. Die Australian Conservation Foundation erklärte, dass die Betreiberfirma des Kraftwerkes, Tōkyō Denryoku (TEPCO), australisches Uran gekauft und genutzt hatte.

## Videomaterial
- youtube.com, Deutsche Welle, Global 3000: How Australia is Benefiting From Its Uranium, 10. März 2009, mit Bildern von der Olympic Dam Mine, abgerufen am 25. Februar 2011
- youtube.com, Australian Conservation Foundation: Nuclear Free: Uranium mining unsafe, unnecessary, unwanted., 5. August 2009, abgerufen am 25. Februar 2011
- youtube.com, Special Broadcasting Service (SBS), Living Black, Karla Grant: NT Government Wants to Start Mining Uranium in Alice Springs, 13. Oktober 2008, abgerufen am 25. Februar 2011